# Gran Premi de San Marino
|  | Aquest article tracta sobre Fórmula 1. Si cerqueu informació sobre motociclisme, vegeu «Gran Premi de San Marino de motociclisme». |

San Marino

El Gran Premi de San Marino és una carrera vàlida pel campionat de Fórmula 1 que es disputa des de 1981 al circuit d'Imola anomenat Autódrom Enzo i Dino Ferrari a la petita ciutat d'Imola, a Itàlia.
Se li diu Gran Premi de San Marino a causa del fet que ja existeix el Gran Premi d'Itàlia, i el principat de San Marino és per si mateix molt petit per poder tenir un circuit vàlid per poder córrer un gran premi.

## Història
La regió d'Imola té diversos constructors de cotxes de carrera, com són Ferrari, Lamborghini i Maserati. A l'acabar la segona Guerra Mundial la ciutat va fer un programa per millorar l'economia local. Quatre entusiastes de les carreres automobilístiques van proposar la construcció d'una nova via que unís les carreteres ja existents i que podien ser utilitzades pels constructors locals per provar els seus prototips. La construcció es va començar al març de 1950. Les primeres proves de cotxes es van dur a terme dos anys més tard quan Enzo Ferrari va manar provar un dels seus prototips.
A l'abril de 1953, es van disputar les primeres carreres de motos a Imola i la primera carrera d'automòbils es va córrer al juny de 1954.
A l'abril de 1963 es va córrer la primera carrera de Fórmula 1 a Imola però com una cursa no vàlida pel campionat i va ser guanyada per Jim Clark amb Lotus. Una segona carrera no vàlida es va córrer el 1979 i va ser guanyada per Niki Lauda que corria amb Brabham-Alfa Romeo.

## Curses de Fórmula 1
L'any 1980, el circuit d'Imola va ser utilitzat pel G.P. d'Itàlia i va ser guanyat per Nelson Piquet amb un Brabham-Cosworth. A l'any següent el Gran Premi d'Itàlia va tornar a Monza i Imola va ser inclosa al campionat com a Gran Premi de San Marino.
L'any 1994, va haver-hi greus accidents durant la pràctica del divendres, Rubens Barrichello va xocar amb força contra la defensa a la variant Bassa a gran velocitat i va estar inconscient durant alguns minuts. Després durant la qualificació va perdre la vida Roland Ratzenberger i a la carrera Ayrton Senna al revolt de Tamburello va tenir el que de moment és l'últim accident mortal de la història de la Formula 1.
A l'any següent la corba de Tamburello es va convertir en una xicane per disminuir la velocitat. Aquests accidents van motivar la modificació de molts altres circuits així com tot un seguit de canvis a la reglamentació en conjunt, per aconseguir una manera de fer més segura la F1.
Als últims anys, diversos constructors s'han queixat de la poca qualitat de les instal·lacions d'Imola i s'ha parlat d'eliminar aquest gran premi del calendari de Fórmula 1, sobretot perquè ja existeix el gran premi d'Itàlia. De moment, per la Temporada 2007 el Gran Premi de San Marino ja no forma part del calendari de Fórmula 1.

## Guanyadors del Gran Premi de San Marino
| Any  | Pilot                 | Equip               | Circuit | Resultats |
| ---- | --------------------- | ------------------- | ------- | --------- |
| 2006 | Michael Schumacher    | Ferrari             | Imola   | Resultats |
| 2005 | Fernando Alonso       | Renault             | Imola   | Resultats |
| 2004 | Michael Schumacher    | Ferrari             | Imola   | Resultats |
| 2003 | Michael Schumacher    | Ferrari             | Imola   | Resultats |
| 2002 | Michael Schumacher    | Ferrari             | Imola   | Resultats |
| 2001 | Ralf Schumacher       | Williams - BMW      | Imola   | Resultats |
| 2000 | Michael Schumacher    | Ferrari             | Imola   | Resultats |
| 1999 | Michael Schumacher    | Ferrari             | Imola   | Resultats |
| 1998 | David Coulthard       | McLaren - Mercedes  | Imola   | Resultats |
| 1997 | Heinz-Harald Frentzen | Williams - Renault  | Imola   | Resultats |
| 1996 | Damon Hill            | Williams - Renault  | Imola   | Resultats |
| 1995 | Damon Hill            | Williams - Renault  | Imola   | Resultats |
| 1994 | Michael Schumacher    | Benetton - Cosworth | Imola   | Resultats |
| 1993 | Alain Prost           | Williams - Renault  | Imola   | Resultats |
| 1992 | Nigel Mansell         | Williams - Renault  | Imola   | Resultats |
| 1991 | Ayrton Senna          | McLaren - Honda     | Imola   | Resultats |
| 1990 | Riccardo Patrese      | Williams - Renault  | Imola   | Resultats |
| 1989 | Ayrton Senna          | McLaren - Honda     | Imola   | Resultats |
| 1988 | Ayrton Senna          | McLaren - Honda     | Imola   | Resultats |
| 1987 | Nigel Mansell         | Williams - Honda    | Imola   | Resultats |
| 1986 | Alain Prost           | McLaren - TAG       | Imola   | Resultats |
| 1985 | Elio de Angelis       | Lotus               | Imola   | Resultats |
| 1984 | Alain Prost           | McLaren - TAG       | Imola   | Resultats |
| 1983 | Patrick Tambay        | Ferrari             | Imola   | Resultats |
| 1982 | Didier Pironi         | Ferrari             | Imola   | Resultats |
| 1981 | Nelson Piquet         | Brabham - Cosworth  | Imola   | Resultats |
| 1979 | Niki Lauda            | Brabham-Alfa Romeo  | Imola   | Resultats |
| 1963 | Jim Clark             | Lotus-Climax        | Imola   | Resultats |

- Amb un fons de color les curses disputades però no vàlides pel campionat del món de Fórmula 1